# Ambā

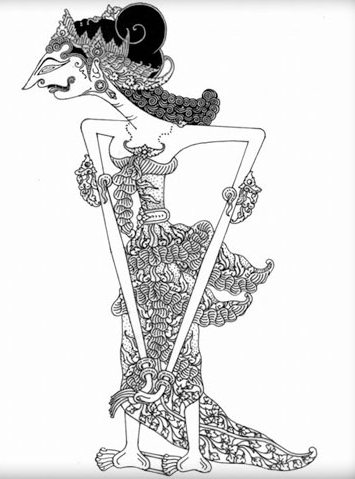
Ambā

Ambā (in sanscrito अम्बा) è uno dei personaggi presenti nel poema epico indiano del Mahābhārata.

## Storia
Durante lo Svayanvara (il rituale per la scelta dello sposo) indetto dal padre, Ambā viene rapita dal patriarca e arciere Bhīṣma. Ambā si ribella al rapimento perché è già innamorata di un altro principe, e palesa a Bhīṣma stesso il suo desiderio. Egli acconsente a lasciarla andare, ma il suo innamorato la rifiuta, non potendo sopportare il fatto che lei l'abbia visto combattere e venire sconfitto.
Ambā giura di vendicarsi di Bhīṣma, prima girovagando alla ricerca di guerrieri in grado di sconfiggerlo ma senza risultato, poi iniziando una lunga ascesi per questo scopo. 
Durante una meditazione in una foresta ha una visione in cui le appare un essere divino che le indica come unica possibilità quella di immolare la sua vita in una pira infuocata per poter rinascere uomo e combatterlo. Il rituale riesce e Ambā, reincarnata con il nome di Shikhand, combatte la grande guerra di Kurukṣetra. Pur non essendo un guerriero tale da poter effettivamente sconfiggere Bhisma egli, sapendo che in realtà Shikhand è una donna, non osa colpirlo/colpirla a causa della sua strettissima adesione al codice Kṣatriya della casta guerriera. Approfittando di ciò Arjuna facendosene scudo, riesce ad avvicinarsi a Bhīṣma ed a colpirlo a morte.